# Tagusao
Tagusao es un barrio urbano del municipio filipino de segunda categoría de Quezón perteneciente a la provincia  de Paragua en Mimaro,  Región IV-B.
En 2007 Tagusao contaba con  2.263 residentes.

## Geografía
El municipio de Alfonso XIII (Quezón) se encuentra situado al sur de la parte continental de la isla de Paragua en su costa occidental al mar de la China Meridional. Linda al norte con el municipio de Aborlán, en ambas costas: al suroeste con el  Punta Baja (Rizal), en la costa oeste; al este con el de Sofronio Española y Narra;  y al sureste con el de Punta de Brook  (Brooke's Point).
Este barrio, continetal se sitúa al sur del municipio en la costa oeste de la isla.
Linda al norte con el barrio de  Saguangán (Sowangan);
al sur con el barrio de  Calumpang;
al este con los barrios de Iraray y de Punang, ambos pertenecientes al municipio de Sofronio Española en la costa este;
y al oeste con el Mar de China Meridional.

### Demografía
El barrio urbano de Tagusao contaba en mayo de 2010 con una población de 3.529 habitantes.

## Historia
Formaba parte de la provincia española de  Calamianes, una de las 35 del archipiélago Filipino, en la parte llamada de Visayas. Pertenecía a la audiencia territorial  y Capitanía General de Filipinas, y en lo espiritual a la diócesis de Cebú.
Pertenecía a la audiencia territorial  y Capitanía General de Filipinas, y en lo espiritual a la diócesis de Cebú.
En 1858 la provincia fue dividida en dos provincias: Castilla,  Asturias y la isla de Balábac. Este barrio pasa a formar parte de la provincia de Asturias, formada por un único municipio, Puerto Princesa, del que formaba parte el sitio de Alfonso XIII. En 1910 se segrega  Aborlán.
En 1957, los Sitios de Aramayguán (Aramaywan), Isugod, Tabón, Saguangán (Sowangan), Calumpang, Campong Ulay, Ransang, Conduaga (Candawaga), Culasián, Panalingaán,  Taburi,  Latud y de  Canipán (Canipaan)  se convirtieron en barrios.
El 14 de abril de 1983 se crea el municipio de Marcos, formado por los barrios de  Campong Ulay, Ransang, Conduaga (Candawaga), Culasián, Panalingaán,  Taburi,  Latud y de  Canipán (Canipaan).
En 1987 cambia su nombre por el de  Rizal en honor de José Rizal.